# Joey Santore
Joey Santore y Tony Santoro (nacido en 1982/1983) son los alias de Internet de un naturalista aficionado estadounidense que dirige el canal de YouTube Crime Pays But Botany Doesn't. Es conocido por su acento de Chicago y su uso frecuente de lenguaje soez cuando habla de especies de plantas.

## Primeros años y educación
Nacido de una madre maestra de escuela primaria y un padre que dejó a su familia cuando Santore tenía un año, tomó su apellido de su abuela, que era una inmigrante de Italia. Se crio en La Grange, Illinois y pasó su infancia en Chicago, donde mostró interés por la ciencia desde muy joven, frecuentando el Museo Field y cultivando árboles en el patio trasero de la familia. Asistió y posteriormente fue expulsado de la escuela militar cuando era adolescente y se involucró en la escena punk.
Pasó los siguientes tres años viajando por los Estados Unidos en un tren de carga y finalmente terminó en Pima Community College, donde un encuentro casual con un libro de texto de astronomía reavivó su interés por las ciencias. Posteriormente, en 2006, se inscribió en algunas clases en un colegio comunitario de San Francisco, pero se fue después de ese semestre para dedicarse a su propio pasatiempo «no académico» de ecología vegetal con un enfoque adicional en geología.

## Carrera
Santore comenzó a trabajar como conductor de trenes de carga para Union Pacific en 2006 mientras realizaba viajes para registrar especies de plantas nativas en el área local, así como en viajes internacionales. Un video que hizo el 15 de agosto de 2019 en el que ayudaba a un cachorro de coyote enfermo se volvió viral y recibió más de 8 millones de visitas.
Dirigiendo el canal de YouTube Crime Pays But Botany Doesn't, sus videos se enfocan en un autodenominado «enfoque vulgar de la ecología vegetal» que facilita su viaje a varios entornos y está registrado en fotos, videos y un pódcast. También crea calcomanías de flores dibujadas a mano para vender en línea. Desde el éxito de su canal, dejó de trabajar como conductor para permitirle viajar internacionalmente a tiempo completo como ecologista aficionado, renunció oficialmente en 2019 para concentrarse en su canal y la botánica.
A fines de 2022, Santore comenzó una asociación con la compañía Swamp Fly para producir una serie de televisión llamada Kill Your Lawn, que trata sobre reemplazar el césped del propietario de una casa con plantas nativas.
En mayo de 2023, Santore grabó un video viral de una tortuga mordedora tomando el sol en una cadena oxidada en el río Chicago. En el video, el amigo de Santore, Al Scorch, nombró al animal «Chonkosaurus». El video demostró la gran mejora en la salud del río que solo décadas antes estaba muy contaminado.

### Viajes ecológicos
En 2017, Santore viajó a Texas y exploró las plantas en la región alrededor de Big Bend y la Formación Buda. Regresó al estado en 2019 para observar la región de la Formación Catahoula y el terreno cercano al Río Bravo.

## Vida personal
Santore vive actualmente en Oakland, California.